# Anhydrophryne
Anhydrophryne – rodzaj płazów bezogonowych z podrodziny Cacosterninae w rodzinie Pyxicephalidae. 

## Zasięg występowania
Rodzaj obejmuje gatunki występujące w górach Amatola i we wschodniej Prowincji Przylądkowej Wschodniej i KwaZulu-Natal w Południowej Afryce.

## Systematyka

### Etymologia
Anhydrophryne: gr. negatywny przedrostek αν- an „bez”; ὑδρο- hudro- „wodny-”, od ὑδωρ hudōr, ὑδατος hudatos „woda”; φρυνη phrunē, φρυνης phrunēs „ropucha”.

### Podział systematyczny
Do rodzaju należą następujące gatunki:
- Anhydrophryne hewitti (FitzSimons, 1947)
- Anhydrophryne ngongoniensis (Bishop & Passmore, 1993)
- Anhydrophryne rattrayi Hewitt, 1919